# John Rasmussen
John Rasmussen alias Chilli John (født 12. september 1952 i Varde) er en dansk kok, der har specialiseret i mad til rockmiljøet. Han har lavet mad for blandt andre Elton John, Prince og Bob Dylan.
John Rasmussen drog i 1973 til Aarhus for at læse geologi på Aarhus Universitet og boede på Skjoldhøjkollegiet. Her kom han i en madklub og i festudvalget på Skjoldhøjkollegiet. Efter at være blevet inspireret af den amerikanske kogebog Chili Madness skrevet af Jane Butel, blev hans interesse for chili vakt hvilket senere gav ham navnet Chili John.

## Kogebøger fra Chili John
- Jorden rundt på 80 kalorier ...og derover, ISBN 87-986120-1-8
- The chilenium cookbook, ISBN 87-986120-3-4
- Spis verden, ISBN 87-986120-4-2